# حبقينة
الحبقينة (الاسم العلمي: Ociminae) هي عمارة من النباتات تتبع فصيلة الشفوية من رتبة الشفويات.

## أجناس الحبقينة
- الحبق (الاسم العلمي:Ocimum)
- شارب القط(الاسم العلمي:Orthosiphon)
- (الاسم العلمي:ضومر)
- (الاسم العلمي:Catoferia)
- (الاسم العلمي:Platostoma)
- (الاسم العلمي:Hoslundia)